# Laholms landskommun
Laholms landskommun var en tidigare kommun i  Hallands län.

## Administrativ historik
När 1862 års kommunalförordningar började gälla inrättades över hela landet cirka 2 400 landskommuner, de flesta bestående av en socken. Därutöver fanns 88 städer och 7 köpingar, som då blev egna kommuner.
Denna kommun bildades i Laholms socken i Höks härad i Halland. Det kunde förekomma att en stad och en angränsande landskommun fick samma namn.
Sådana landskommuner inkorporerades ofta tidigt i sin namne staden. Laholms landskommun kvarstod dock som egen kommun även efter kommunreformen 1952 och gick först 1971 upp i nuvarande Laholms kommun.
De båda motsvarande församlingarna, Laholms landsförsamling och Laholms stadsförsamling lades 1972 även samman till Laholms församling.
Kommunkoden 1952-1970 var 1306.

### Kyrklig tillhörighet
I kyrkligt hänseende tillhörde kommunen Laholms landsförsamling.

## Geografi
Laholms landskommun omfattade den 1 januari 1952 en areal av 74,36 km², varav 71,11 km² land.

### Tätorter i kommunen 1960
I Laholms landskommun fanns tätorten Lilla Tjärby, som hade 259 invånare den 1 november 1960. Tätortsgraden i kommunen var då 13,6 procent.

## Politik

### Mandatfördelning i valen 1938-1966
| 8 | 16 |

| 24 |

| 8 | 16 |

| 24 |

| 8 | 16 |

| 22 |

| 8 | 1 | 14 | 1 |

| 21 |

| 8 | 2 | 12 | 2 |

| 20 | 4 |

| 7 | 2 | 14 | 1 |

| 21 |

| 8 | 1 | 13 | 2 |

| 21 |

| 7 | 14 | 1 | 2 |

| 17 | 7 |